# Ramón Espinoza Vásquez
Ramón Espinoza Vásquez (Quirihue, 5 de abril de 1912) fue un abogado, agricultor, diplomático y político chileno.

## Biografía
Nació en Quirihue, provincia de Itata, hijo de Absalón Espinosa y de Uberlinda Vásquez. Su familia tenía propiedades agrícolas de las cuales él se hizo cargo.
Realizó sus estudios en el colegio "Patrocinio de San José". Ingresó a estudiar derecho en la facultad respectiva de la Universidad de Chile. Escribió su tesis llamada Estudio paralelo de las legislaciones mineras chilena y paraguaya. Tomó el juramento de abogado el 11 de noviembre de 1942.
Fue miembro fundador del Rotary Club, y tanto en 1949 como en 1951 asistió a convenciones internacionales de miembros del club.

### Carrera política
Espinoza fue miembro del Partido Agrario Laborista, y participó de la Junta Ejecutiva de este.
En la elección parlamentaria de 1953 fue elegido diputado por la agrupación departamental número 15, de las provincias de San Carlos e Itata. Fue miembro de la comisión de Constitución, Legislación y Justicia. En la elección parlamentaria de 1961 fue reelegido, y en este periodo integró además la comisión de Relaciones Exteriores. Fue jefe del Comité Parlamentario de su partido.

### Como diplomático
Tras su actividad política, fue nombrado por el gobierno de Eduardo Frei Montalva embajador de su país ante la República de Panamá, cargo que ejerció hasta 1970.